# 阿里辛西斯环形山
阿里辛西斯环形山（Aliacensis）是月球正面崎岖的南部高地上的一座古陨坑，约形成于39.2-38.5亿年前的酒海纪，其名称取自法国著名哲学家暨神学家皮埃尔·戴伊（1350年-1425年），1935年该名称被国际天文学联合会批准采纳。

## 描述

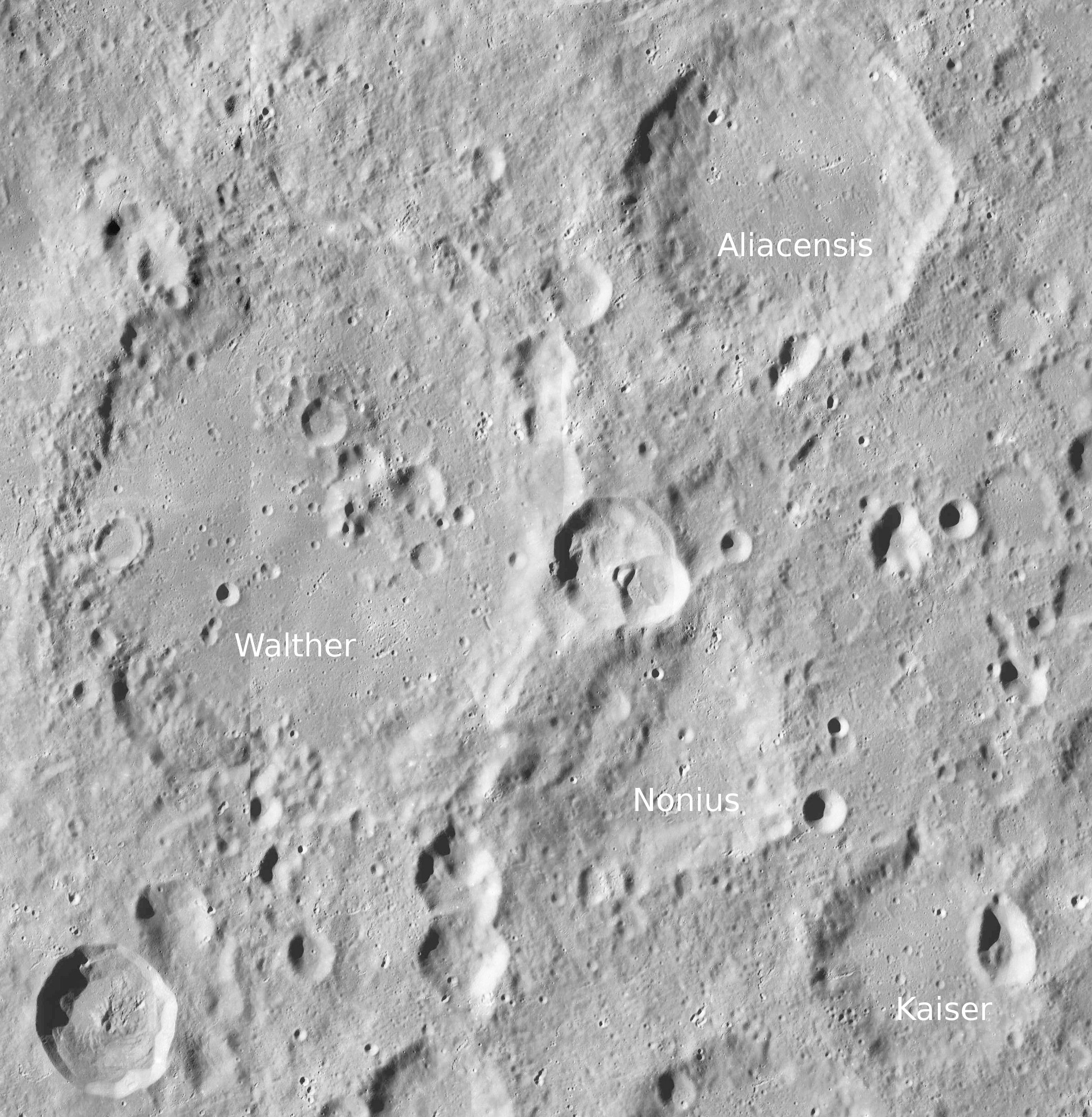
阿里辛西斯环形山周边图，月球勘测轨道飞行器拍摄。

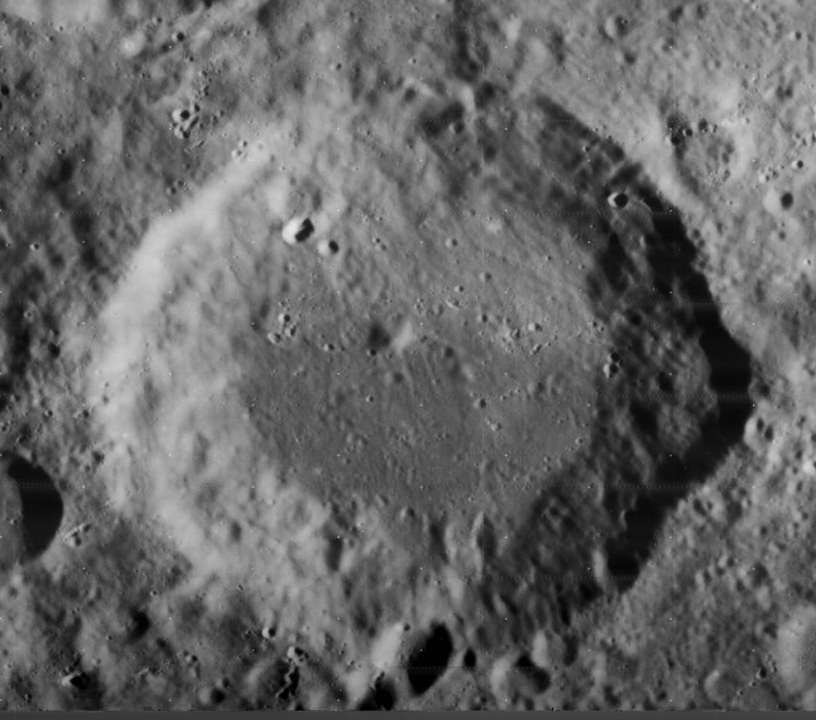
月球轨道器4号拍摄的阿里辛西斯环形山图

该陨坑西北偏北与维尔纳环形山相隔一道狭窄的月谷，北面毗邻克鲁森施滕陨石坑、阿皮亚纳斯环形山位于它的东北、东侧靠近泊松陨石坑，阿里辛西斯环形山的南面分别横亘着努内斯环形山和凯瑟环形山，西南则坐落着沃尔瑟环形山
。
该陨坑中心月面坐标为30°36′S 5°08′E / 30.6°S 5.13°E，直径79.65公里，深约3.68公里。
阿里辛西斯环形山的轮廓接近圆形，东侧壁向外凸出。陨坑内侧坑壁，尤其是东北侧显示有一些明显的阶地结构，南侧坑壁上坐落了一座较大的撞击坑，东侧壁上则有一道狭窄的切槽。坑壁平均高出周边地形1350米，内部容积约有5800公里³。坑底表面相对平坦，中心点偏西北，矗立着一座高约800米的中央峰。该陨坑底部直径为52公里，最深处与坑壁落差3.7公里。

## 命名
阿里辛西斯环形山取名自十四世纪法国地理学家暨神学家"皮埃尔·戴伊"。与月球正面的许多陨石坑一样，该名称也是由意大利天文学家和耶稣会天主教神父乔瓦尼·巴蒂斯塔·里乔利所命名，他在1651年所确定的一系列名称已成为现今标准的名称。早期的月图制图师们，也给出了它不同的名字：如荷兰天文学家米希尔·范·朗格伦，在他1645年的月面图中以"巴列丁奈特领主伊丽莎白"将它称之为"巴列丁奈特的伊丽莎白公主"(Elisabethae Palat. siliae)；而波兰天文学家约翰·赫维留则将它与维尔纳环形山和比安基奴斯环形山归集在一起，统称为" 前黎巴嫩山脉"(Mons Antilibanus)。

## 卫星陨石坑
按惯例，最靠近阿里辛西斯环形山的卫星坑将在月图上以字母标注在它的中心点旁边。

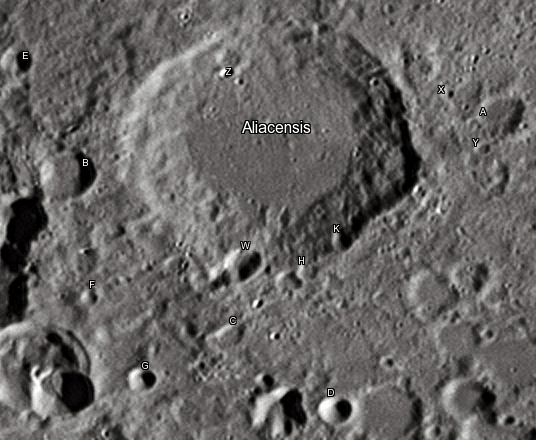
戴维·坎贝尔图片

| 阿里辛西斯 | 纬度    | 经度   | 直径    |
| ---------- | ------- | ------ | ------- |
| A          | 29.7° S | 7.4° E | 14 公里 |
| B          | 31.3° S | 3.2° E | 16 公里 |
| C          | 32.6° S | 5.4° E | 8 公里  |
| D          | 33.1° S | 6.9° E | 10 公里 |
| E          | 30.4° S | 2.3° E | 9 公里  |
| F          | 32.7° S | 3.9° E | 5 公里  |
| G          | 33.3° S | 4.7° E | 8 公里  |
| H          | 31.8° S | 6.1° E | 6 公里  |
| K          | 31.4° S | 6.2° E | 7 公里  |
| W          | 31.9° S | 5.3° E | 11 公里 |
| X          | 29.6° S | 6.9° E | 4 公里  |
| Y          | 30.1° S | 7.4° E | 5 公里  |
| Z          | 30.0° S | 4.6° E | 4 公里  |